# Akrit Jaswal
Akrit Jaswal (Noorpur, 23 april 1993) is een Indiaas wonderkind en wetenschapper.
Jaswal wendt zijn gaven aan voor de medische wetenschap. Op zijn zevende voerde hij zijn eerste operatie uit, op een achtjarig meisje wier vingers aan elkaar waren gebrand. Hij studeert medicijnen om ooit kanker en aids te kunnen genezen.